# Sulcophax
Sulcophax es un género de foraminífero bentónico de la subfamilia Cuneatinae, de la familia Hormosinidae, de la superfamilia Hormosinoidea, del suborden Hormosinina y del orden Lituolida. Su especie tipo es Sulcophax claviformis. Su rango cronoestratigráfico abarca el Holoceno.

## Discusión
Clasificaciones previas incluían Sulcophax en el suborden Textulariina del orden Textulariida o en el orden Lituolida sin diferenciar el suborden Hormosinina.

## Clasificación
Sulcophax incluye a las siguientes especies:
- Sulcophax botellinus
- Sulcophax claviformis

Otra especie considerada en Sulcophax es:
- Sulcophax palustris, aceptado como Warrenita palustris